# Costituzione dell'Ucraina
La Costituzione dell'Ucraina (in ucraino Конституція України?) è stata adottata nella quinta sessione della Verchovna Rada (Parlamento) dell'Ucraina il 28 giugno 1996. 
La Costituzione è stata approvata con 315 voti favorevoli su 450 (il minimo richiesto era 300) e costituisce la legge fondamentale dello Stato: le leggi e gli altri atti legali devono essere conformi ad essa. Il diritto di modificare la Costituzione attraverso una speciale procedura legislativa appartiene al solo Parlamento; il solo corpo che può interpretare la Costituzione e determinare se le leggi siano conformi ad essa è la Corte costituzionale dell'Ucraina.

## Storia della Costituzione

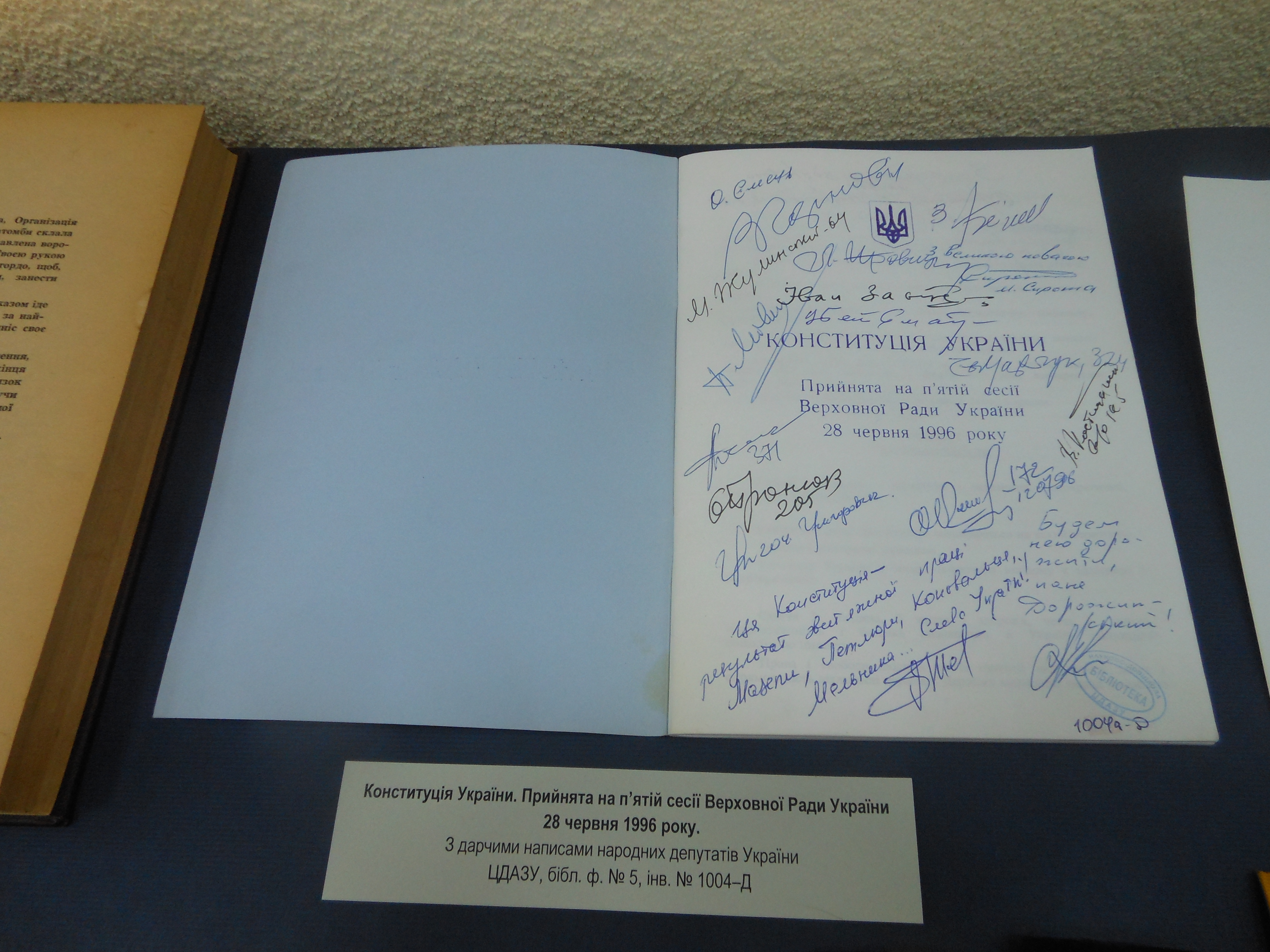
Costituzione dell'Ucraina con le dediche dei deputati

Fino all'8 giugno 1995 la legge suprema dell'Ucraina era la Costituzione (Legge Fondamentale) della Repubblica Socialista Sovietica Ucraina, adottata nel 1978 con numerose modifiche successive. L'8 giugno 1995 il Presidente Leonid Kučma e il Presidente del Parlamento Oleksandr Moroz hanno firmato l'Accordo Costituzionale per il periodo durante il quale si sarebbe dovuto procedere con la stesura di una nuova costituzione.
L'attuale Costituzione è stata adottata durante una drammatica seduta parlamentare del 27 giugno-28 giugno 1996, nota come la "Notte costituzionale del 1996". La Legge n°254/96-BP che ratificò la Costituzione annullando la precedente fu firmata e promulgata durante una cerimonia ufficiale a metà del luglio 1996. Secondo un decreto della Corte costituzionale, comunque, l'attuale Costituzione è entrata in vigore al momento dell'approvazione da parte del Parlamento, cioè il 28 giugno 1996 alle 9 del mattino (ora di Kiev).

## Storia degli emendamenti
L'8 dicembre 2004 il Parlamento ha approvato la legge n°222-IV che modificava la Costituzione, da un lato sostituendo il regime parlamentare in un regime semi-presidenziale, dall'altro introducendo il mandato imperativo per i deputati. La legge fu approvata con la maggioranza del 90% (402 favorevoli, 21 contrari e 19 astensioni; per l'approvazione erano richiesti 300 "Sì") contemporaneamente ad altre misure legislative volte alla risoluzione della crisi dell'elezione presidenziale. La legge fu firmata quasi immediatamente nella camera parlamentare dal presidente uscente Leonid Kučma e fu promulgata lo stesso giorno.
La maggior parte delle entrate in vigore delle modifiche erano previste per il 1º settembre 2005, a condizione che fosse approvata una serie di riforme dei governi locali. Dato che la riforma non è stata attuata, le modifiche alla Costituzione sono entrate in vigore senza condizioni il 1º gennaio 2006; le restanti modifiche sono entrate in vigore il 25 maggio 2006, quando il nuovo parlamento si è riunito per la prima volta dopo le elezioni parlamentari ucraine del 2006.
Il 1º ottobre 2010, la Corte costituzionale annullò la revisione costituzionale del 2004, su richiesta di 252 deputati della Verchovna Rada. Il 18 novembre 2010 la Commissione di Venezia - che pure aveva espresso in precedenza un giudizio assai critico sul mandato imperativo introdotto nel 2004 - espresse un parere intitolato The Opinion of the Constitutional Situation in Ukraine in Review of the Judgement of Ukraine's Constitutional Court, in cui si giudicata "altamente inusuale (...) che amplissimi emendamenti costituzionali (...) siano dichiarati incostituzionali per decisione della Corte costituzionale dopo un periodo di sei anni". Il 21 febbraio 2014, il Parlamento approvò di nuovo la legge di revisione costituzionale del 2004; l'allora presidente Viktor Yanukovych rifiutò di firmare la legge e, quando fu rimosso dalle manifestazioni di Euromaidan, essa entrò in vigore ai sensi dell'Agreement on settlement of political crisis in Ukraine.
Nel 2019 venne approvata un emendamento nella Costituzione ucraina per l'ingresso della NATO e nell'Unione europea: garante del "corso strategico dello Stato" per ottenere la piena adesione alle due organizzazioni sovranazionali (sancito nel preambolo e nell'articolo 85) è stato dichiarato il Presidente (articolo 102); al contempo è stato stralciato l'articolo 14 della sezione 15, recante la norma transitoria secondo cui l'uso delle esistenti basi militari sul territorio ucraino, per lo stazionamento temporaneo di formazioni militari straniere, è possibile solo in virtù di affitto stipulato secondo le modalità determinate dai trattati internazionali dell'Ucraina ratificati dal Verchovna Rada.

## Galleria d'immagini

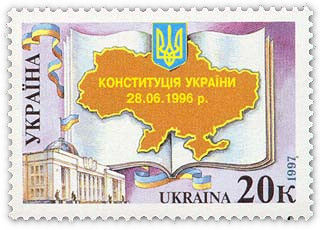
Francobollo dedicato alla Costituzione
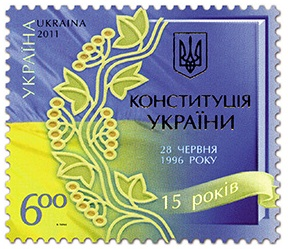
Francobollo dedicato al 15º anniversario della Costituzione
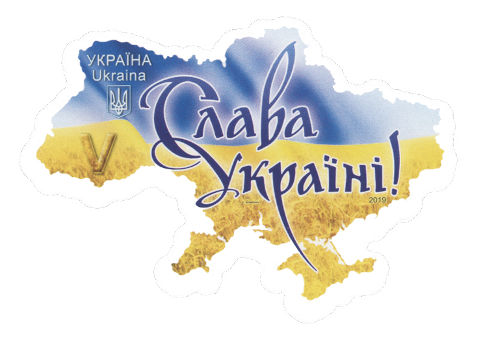
Francobollo "Gloria all'Ucraina", dedicato al 23º anniversario della Costituzione